# Třída Maros (1871)
Třída Maros byla třída monitorů rakousko-uherského námořnictva. Skládala se z jednotek Maros a Leitha. Navrhl je Josef von Romako. Pojmenovány byly po řekách Litava a Mureş.
Stavba obou lodí byla budapešťským loděnicím zadána roku 1870. Roku 1872 byly dokončeny s výzbrojí dvou rakouských 150mm děl o délce hlavně 21 ráží a předním nabíjením. Oba kanóny byly umístěny v pancéřové dělové věži na přídi. Prvním bojovým nasazením obou monitorů bylo ostřelování pozic srbské armády během okupace Bosny roku 1878. Při modernizaci v letech 1893–1894 dostaly obě lodi nové stroje, kotle a výzbroj. Poté nesly ve věži jeden 120mm kanón, vyrobený německou firmou Krupp a několik kanónů a kulometů menší ráže.
Dalším intenzivní bojové nasazení lodí proběhlo během prvních let první světové války. V letech 1914–1915 se účastnily zejména operací proti Srbsku. Poté, co do války roku 1916 vstoupilo Rumunsko, byly nasazeny v rumunském tažení. V letech 1917–1918 již nebyly bojově používány a došlo k jejich vyřazení.
Po skončení první světové války byly oba monitory třídy Maros v Óbudě demobilizovány a odzbrojeny. Nově vzniklá maďarská republika rad je ovšem znovu vyzbrojila a bojově nasadila — například i proti Československu během maďarsko-československé války. Po zániku republiky rad byly monitory předány zástupcům Dohody až doby, než bylo rozhodnuto o jejich dalším osudu. Počátkem roku 1921 byly oba sesterské monitory ve Vídni rozebrány. Maros byl sešrotován, zatímco trup Leithy byl použit jako ponton.